# Nephelolejeunea papillosa
Nephelolejeunea papillosa là một loài Rêu trong họ Lejeuneaceae. Loài này được Glenny mô tả khoa học đầu tiên năm 1996.